# Yoel Hoffmann
Yoel Hoffmann, oder Joel Hoffmann, (hebräisch יואל הופמן; geboren am 23. Juni 1937 in Brașov (deutsch Kronstadt) in Rumänien; gestorben am 25. August 2023 in Safed in Israel) war ein israelisch-jüdischer Autor, Herausgeber, Gelehrter und Japanologe. Er wirkte als Professor für Philosophie, Buddhismus und Japanische Poesie an der Universität Haifa in Israel und lebte in Galiläa.

## Leben
Yoel Hoffmann wurde in Brașov (deutsch Kronstadt) in Rumänien als Sohn jüdischer Eltern mit österreichisch-ungarischem kulturellen Hintergrund geboren.
Als er ein Jahr alt war, flohen seine Eltern mit ihm aufgrund des in Europa zunehmenden Einflusses des deutschen Nationalsozialismus nach Britisch-Palästina. Als er drei Jahre alt war, starb seine Mutter und sein Vater gab seinen kleinen Jungen in ein Waisenhaus, bis er sich wiederverheiratete.
Anfang der 1970er-Jahre begann sich Yoel Hoffmann für den Buddhismus zu interessieren und war ein häufiger Gast im buddhistischen Tempel in Haifa.
In dieser Zeit reiste Hoffmann nach Japan, besuchte die Universität Hanazono der Rinzai-Zen Tradition in Kyoto, begann chinesische und japanische buddhistische Texte zu studieren und zu übersetzen, und lebte und meditierte zwei Jahre unter der Anleitung von Zen-Meister Hirano Sōjō in einem Zen-Kloster.
Danach setzte er seine philosophischen Studien an der Universität Tel Aviv bei Ben-Ami Scharfstein und danach an der Universität Kyōto fort und promovierte in Kyoto in Religionsphilosophie und Buddhismus.
Schließlich lehrte Hoffmann bis zu seiner Emeritierung als Professor für Philosophie und Literatur an der Universität Haifa.
Yoel Hoffmann starb am 25. August 2023 im Alter von 86 Jahren an den Folgen einer langen Krebserkrankung und eines kurz vor seinem Tod erlittenen Schlaganfalls.

## Werk
Yoel Hoffmanns literarisches Gesamtwerk teilt sich zeitlich in zwei Phasen auf.
In den Jahren von 1975 bis 1985 schrieb und publizierte Yoel Hoffmann Studien zum Buddhismus und Übersetzungen von Zen-Texten und japanischer Haiku-Poesie:
- The Sound of the One Hand: 281 Zen Koans with Answers / translated, with a commentary by Yoel Hoffmann; Foreword by Zen Master Hirano Sōjō; Introduction by Ben-Ami Scharfstein, New York: Basic Books, 1975.
- Der Ton der einen Hand: die bisher geheimen Antworten auf die wichtigsten Zen-Koans / aus dem Englischen von Margaret Meilwes, München: O.W. Barth, 1978.
- Every End Exposed: The 100 Koans of Master Kidō : With the Answers of Hakuin-Zen / translated, with a commentary by Yoel Hoffmann, Brookline, Massachusetts: Autumn Press, 1977.
- Radical Zen: The Sayings of Jōshū / translated with a commentary by Yoel Hoffmann; Preface by Hirano Sōjō, Brookline, Massachusetts: Autumn Press, 1978.
- Rein in Samsara: 333 Zen-Geschichten – Meister Jôshû; herausgegeben von Yoel Hoffmann / aus dem Englischen von Guido Keller Frankfurt: Angkor-Verlag, 2002.
- The Idea of Self, East and West: A Comparison between Buddhist Philosophy and the Philosophy of David Hume, Calcutta: Firma KLM Private, 1980.
- Japanese Death Poems: Written by Zen Monks and Haiku Poets on the Verge of Death / compiled with an introduction and commentary by Yoel Hoffmann Rutland, Vermont: C.E. Tuttle Co., 1986.
- Die Kunst des letzten Augenblicks: Todesgedichte japanischer Zenmeister / gesammelt und mit Einleitung und Kommentar versehen von Yoel Hoffmann / aus dem Englischen von Bernhard Schiekel und Bernardin Schellenberger, Freiburg: Herder, 2000.

In den Jahren danach begann er hebräische Erzählungen und Romane zu schreiben, die oft der Avantgarde der modernen hebräischen Literatur zugerechnet wurden.
Hoffmanns „Novellen“ bestehen häufig aus hebräisch verfassten Prosa-Miniaturen, die völlig unerwartet von Einschüben in verschiedenen europäischen Sprachen, hauptsächlich Deutsch, unterbrochen werden. Der Stil seiner freien Assoziationen wechselt rasch von neutraler Beobachtung in Sarkasmus, dann in Depression und wieder zurück.
Hierdurch möchte er die polyphone und verwirrende Welt der europäischen Emigranten und Überlebenden der Shoa in Israel widerspiegeln.
Hier eine Auswahl seiner bekanntesten hebräischen Werke, die ins Englische und teilweise auch ins Deutsche übersetzt wurden:
- Das Buch von Josef: Erzählungen / aus dem Hebräischen von Stefan Siebers, Reinbek bei Hamburg: Rowohlt, 1993.
- Bernhard: Roman / aus dem Hebräischen von Stefan Siebers, Reinbek bei Hamburg: Rowohlt, 1991.
- Christus der Fische: Erzählung / aus dem Hebräischen von Anne Birkenhauer Reinbek bei Hamburg: Rowohlt, 1997.
- The Heart is Katmandu / translated from Hebrew by Peter Cole, New York: New Directions, 2001.
- The Shunra and the Schmetterling / translated from Hebrew by Peter Cole, New York: New Directions, 2004.
- Curriculum Vitae / translated from Hebrew by Peter Cole, New York: New Directions, 2009.
- Moods / translated from Hebrew by Peter Cole, New York: New Directions, 2015.

Hoffmann erhielt in Anerkennung seiner literarischen Arbeiten die folgenden Preise:
- Koret Jewish Book Award,
- Newman Preis für Hebräische Literatur der Bar-Ilan-Universität,
- Bialik-Preis der Stadt Tel Aviv (2002).